# Reinská přísaha
Reinská přísaha z 19. září 1276 je přísahou věrnosti štýrské, korutanské a kraňské šlechty Rudolfovi Habsburskému. V klášteře Rein ji zorganizovali bývalí přívrženci Přemysla Otakara II. V současnosti je uložena ve vídeňském archivu.
Seznam zúčastněných:
- Oldřich z Heunburgu
- Jindřich z Pfannberka
- Fridrich z Ptuje
- Wulfing ze Stubenberga
- Herant II. z Wildonu
- Hartnid ze Stadecku
- Ota z Lichtenštejna
- Gottfried z Neidtpergu
- Hartnid a Oldřich
- Offo z Teuffenbachu
- Cholo z Vuzenice
- Gottfried z Trixenu
- Cholo z Mariboru
- Hartnid z Leibnitz
- Vilém a Jindřich ze Schärfenbergu